# Geek Pride Day
Pour les articles homonymes, voir Geek (homonymie).

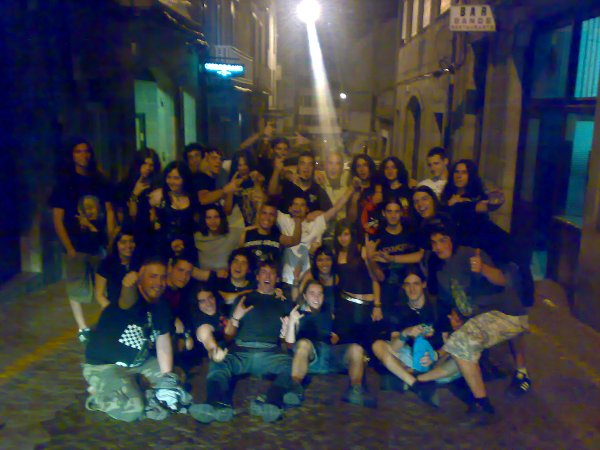
Célébrants de la Geek Pride Day en 2009.

Le Geek Pride Day est une manifestation humoristique annuelle organisée tous les 25 mai depuis 2006, revendiquant le droit d'être un geek. Cette fête a été célébrée pour la première fois en Espagne (Día del Orgullo Friki), mais elle a gagné reconnaissance à travers Internet et est maintenant célébrée par les geeks de plusieurs pays.
La date du 25 mai a été choisie en référence à différents évènements emblématiques de la culture geek qui se sont déroulés ce jour-là : la première projection de Star Wars en 1977, la Journée de la Serviette en hommage à Douglas Adams, et le « Glorieux 25 mai » de Terry Pratchett.